# Copa Mundial Femenina de Fútbol Sub-20 de 2014
La Copa Mundial Femenina de Fútbol Sub-20 de 2014 fue la séptima edición de este torneo organizado por la FIFA. Se celebró del 5 al 24 de agosto de 2014 en Canadá. El 1 de marzo de 2011, Zimbabue retiró su candidatura por lo que solo quedó la oferta canadiense. Canadá también organizó la Copa Mundial Femenina de Fútbol de 2015.

## Candidaturas
- Canadá[1]
- Zimbabue (retiró su candidatura)[1]

## Sedes
| Canadá                       | Canadá                            | Canadá                     |
| Montreal                     | Toronto Montreal Edmonton Moncton | Edmonton                   |
| ---------------------------- | --------------------------------- | -------------------------- |
| Estadio Olímpico de Montreal | Toronto Montreal Edmonton Moncton | Estadio de la Mancomunidad |
| Capacidad: 56.000            | Toronto Montreal Edmonton Moncton | Capacidad: 60.081          |
|                              | Toronto Montreal Edmonton Moncton |                            |
| Toronto                      | Toronto Montreal Edmonton Moncton | Moncton                    |
| Estadio Nacional de Canadá   | Toronto Montreal Edmonton Moncton | Estadio de Moncton         |
| Capacidad: 30.000            | Toronto Montreal Edmonton Moncton | Capacidad: 20.725          |
|                              | Toronto Montreal Edmonton Moncton |                            |

## Listado de árbitras
Un total de 13 árbitras, 5 de reserva y 26 asistentes fueron designadas por la FIFA para el torneo.
| Confederación | Árbitras | Árbitras asistentes |
| ------------- | --- | --- |
| AFC           | Qin Liang Sachiko Yamagishi Ri Hyang Ok (reserva)                                                                      | Fang Yan Allyson Flynn Sarah May Yee Ho Liang Jianping |
| CAF           | Therese Sango Therese Neguel (reserva)                                                                                 | Tempa Justine Fouti N'Da Trhas Gebreyohanis |
| CONCACAF      | Quetzalli Alvarado Godinez Carol Anne Chenard Margaret Domka Michelle Pye (reserva)                                    | Marie-Josée Charbonneau Mayte Ivonne Chávez García Marlene Duffy Suzanne Morisset Shirley Susana Perello López Verónica Pérez                               |
| CONMEBOL      | Jesica Salome Di Iorio Claudia Umpiérrez (reserva)                                                                     | Mariana Betina Corbo Odone María Eugenia Rocco |
| OFC           | Finau Vulivuli | Jacqueline Stephenson Sarah Walker |
| UEFA          | Kirsi Heikkinen Kateryna Monzul Esther Staubli Bibiana Steinhaus Carina Susana Vitulano Katalin Anna Kulcsár (reserva) | Ella De Vries Anu Jokela Chrysoula Kourompylia Sian Massey Anna Nyström Tonja Paavola Yolando Pargo Rodríguez Lucie Ratajova Katrin Rafalski Marina Wozniak |

## Equipos participantes
En cursiva, los debutantes en la Copa Mundial Femenina de Fútbol Sub-20.
| Clasificatorias | Clasificatorias | Clasificatorias | Clasificatorias | Clasificatorias | Clasificatorias |
| --------------- | --------------- | --------------- | --------------- | --------------- | --------------- |
| CAF             | AFC             | UEFA            | Concacaf        | OFC             | Conmebol        |

| Equipos participantes | Equipos participantes | Equipos participantes | Equipos participantes |
| --------------------- | --------------------- | --------------------- | --------------------- |
| Alemania              | Corea del Sur         | Finlandia             | México                |
| Brasil                | Costa Rica            | Francia               | Nigeria               |
| Canadá                | China                 | Ghana                 | Nueva Zelanda         |
| Corea del Norte       | Estados Unidos        | Inglaterra            | Paraguay              |

## Sorteo
El sorteo final se realizó el día 1 de marzo de 2014 en Montreal.
Los campeones confederativos, Francia, Corea del Sur y Estados Unidos fueron al bombo 1 junto con el anfitrión Canadá, que automáticamente fue asignada al Grupo A como A1. Luego el sorteo siguió normalmente siempre procurando que no haya dos equipos de la misma confederación en un mismo sector.
| Bombo 1 (Cabezas de serie)                          | Bombo 2 (AFC, CONCACAF)                         | Bombo 3 (CAF, CONMEBOL)               | Bombo 4 (OFC, UEFA)                                 |
| --------------------------------------------------- | ----------------------------------------------- | ------------------------------------- | --------------------------------------------------- |
| - Canadá - Francia - Corea del Sur - Estados Unidos | - China - Costa Rica - México - Corea del Norte | - Brasil - Ghana - Nigeria - Paraguay | - Inglaterra - Finlandia - Alemania - Nueva Zelanda |

## Fase de grupos

### Grupo A
| Equipo          | Pts | PJ | PG | PE | PP | GF | GC | Dif |
| --------------- | --- | -- | -- | -- | -- | -- | -- | --- |
| Corea del Norte | 6   | 3  | 2  | 0  | 1  | 5  | 2  | 3   |
| Canadá          | 6   | 3  | 2  | 0  | 1  | 4  | 3  | 1   |
| Ghana           | 6   | 3  | 2  | 0  | 1  | 3  | 4  | -1  |
| Finlandia       | 0   | 3  | 0  | 0  | 3  | 4  | 7  | -3  |

| 5 de agosto de 2014 | Finlandia     | 1:2 (1:2) | Corea del Norte                       | Estadio Nacional, Toronto                                   |                                                             |
| 17:00               | Laaksonen 28' | Reporte   | 15' Kim So Hyang · 27' Choe Yun Gyong | Asistencia: 14 834 espectadores Árbitra: Quetzalli Alvarado | Asistencia: 14 834 espectadores Árbitra: Quetzalli Alvarado |

| 5 de agosto de 2014 | Canadá | 0:1 (0:1) | Ghana       | Estadio Nacional, Toronto                                  |                                                            |
| 20:00               |        | Reporte   | 22' Sumaila | Asistencia: 14 834 espectadores Árbitra: Bibiana Steinhaus | Asistencia: 14 834 espectadores Árbitra: Bibiana Steinhaus |

| 8 de agosto de 2014 | Ghana | 0:3 (0:1) | Corea del Norte                            | Estadio Nacional, Toronto                                |                                                          |
| 17:00               |       | Reporte   | 6' 78' Ri Un Sim · 90+4' (pen.) Jon So Yon | Asistencia: 16 503 espectadores Árbitra: Carina Vitulano | Asistencia: 16 503 espectadores Árbitra: Carina Vitulano |

| 8 de agosto de 2014 | Canadá                                  | 3:2 (0:2) | Finlandia     | Estadio Nacional, Toronto                                  |                                                            |
| 20:00               | Beckie 48' · Sanderson 50' · Prince 80' | Reporte   | 3' 21' Kemppi | Asistencia: 16 503 espectadores Árbitra: Sachiko Yamagishi | Asistencia: 16 503 espectadores Árbitra: Sachiko Yamagishi |

| 12 de agosto de 2014 | Corea del Norte | 0:1 (0:0) | Canadá     | Estadio Olímpico, Montréal                              |                                                         |
| 19:00                |                 | Reporte   | 65' Beckie | Asistencia: 13 031 espectadores Árbitra: Esther Staubli | Asistencia: 13 031 espectadores Árbitra: Esther Staubli |

| 12 de agosto de 2014 | Ghana                    | 2:1 (0:0) | Finlandia  | Estadio de Moncton, Moncton                            |                                                        |
| 20:00                | Sumaila 71' · Cudjoe 85' | Reporte   | 50' Kemppi | Asistencia: 4708 espectadores Árbitra: Salome Di Iorio | Asistencia: 4708 espectadores Árbitra: Salome Di Iorio |

### Grupo B
| Equipo         | Pts | PJ | PG | PE | PP | GF | GC | Dif |
| -------------- | --- | -- | -- | -- | -- | -- | -- | --- |
| Alemania       | 7   | 3  | 2  | 1  | 0  | 12 | 6  | 6   |
| Estados Unidos | 6   | 3  | 2  | 0  | 1  | 4  | 2  | 2   |
| China          | 2   | 3  | 0  | 2  | 1  | 6  | 9  | -3  |
| Brasil         | 1   | 3  | 0  | 1  | 2  | 2  | 7  | -5  |

| 5 de agosto de 2014 | Alemania                   | 2:0 (0:0) | Estados Unidos | Estadio de la Mancomunidad, Edmonton                       |                                                            |
| 17:00               | Petermann 65' · Panfil 90' | Reporte   |                | Asistencia: 10 101 espectadores Árbitra: Sachiko Yamagishi | Asistencia: 10 101 espectadores Árbitra: Sachiko Yamagishi |

| 5 de agosto de 2014 | China         | 1:1 (0:0) | Brasil     | Estadio de la Mancomunidad, Edmonton                    |                                                         |
| 20:00               | Zhang Zhu 89' | Reporte   | 66' Byanca | Asistencia: 10 101 espectadores Árbitra: Esther Staubli | Asistencia: 10 101 espectadores Árbitra: Esther Staubli |

| 8 de agosto de 2014 | Alemania                                               | 5:5 (2:1) | China                                                                        | Estadio de la Mancomunidad, Edmonton                        |                                                             |
| 17:00               | Bremer 10' · Däbritz 45+1' 68' (pen.) · Panfil 51' 71' | Reporte   | 40' 62' (pen.) Zhu Beiyan · 48' Tang Jiali · 52' Lei Jiahui · 80' Zhang Chen | Asistencia: 10 025 espectadores Árbitra: Quetzalli Alvarado | Asistencia: 10 025 espectadores Árbitra: Quetzalli Alvarado |

| 8 de agosto de 2014 | Estados Unidos | 1:0 (0:0) | Brasil | Estadio de la Mancomunidad, Edmonton                     |                                                          |
| 20:00               | Horan 82'      | Reporte   |        | Asistencia: 10 025 espectadores Árbitra: Kirsi Heikkinen | Asistencia: 10 025 espectadores Árbitra: Kirsi Heikkinen |

| 12 de agosto de 2014 | Brasil    | 1:5 (1:0) | Alemania                                 | Estadio Olímpico, Montréal                                  |                                                             |
| 16:00                | Carol 41' | Reporte   | 50' 76' 90+1' Däbritz · 64' 90+3' Bremer | Asistencia: 13 031 espectadores Árbitra: Carol Anne Chenard | Asistencia: 13 031 espectadores Árbitra: Carol Anne Chenard |

| 12 de agosto de 2014 | Estados Unidos              | 3:0 (2:0) | China | Estadio de Moncton, Moncton                            |                                                        |
| 17:00                | Horan 19' 38' · Lavelle 49' | Reporte   |       | Asistencia: 4708 espectadores Árbitra: Katalin Kulcsar | Asistencia: 4708 espectadores Árbitra: Katalin Kulcsar |

### Grupo C
| Equipo        | Pts | PJ | PG | PE | PP | GF | GC | Dif |
| ------------- | --- | -- | -- | -- | -- | -- | -- | --- |
| Nigeria       | 7   | 3  | 2  | 1  | 0  | 5  | 3  | 2   |
| Corea del Sur | 4   | 3  | 1  | 1  | 1  | 4  | 4  | 0   |
| México        | 2   | 3  | 0  | 2  | 1  | 3  | 4  | -1  |
| Inglaterra    | 2   | 3  | 0  | 2  | 1  | 3  | 4  | -1  |

| 6 de agosto de 2014 | Inglaterra | 1:1 (0:1) | Corea del Sur         | Estadio de Moncton, Moncton                               |                                                           |
| 17:00               | Harris 68' | Reporte   | 15' (pen.) Lee So Dam | Asistencia: 3587 espectadores Árbitra: Carol Anne Chenard | Asistencia: 3587 espectadores Árbitra: Carol Anne Chenard |

| 6 de agosto de 2014 | México     | 1:1 (1:1) | Nigeria       | Estadio de Moncton, Moncton                            |                                                        |
| 20:00               | Ibarra 24' | Reporte   | 42' Igbinovia | Asistencia: 3587 espectadores Árbitra: Salome Di Iorio | Asistencia: 3587 espectadores Árbitra: Salome Di Iorio |

| 9 de agosto de 2014 | Inglaterra | 1:1 (1:0) | México        | Estadio de Moncton, Moncton                           |                                                       |
| 14:00               | Mead 36'   | Reporte   | 70' Samarzich | Asistencia: 4636 espectadores Árbitra: Finau Vulivuli | Asistencia: 4636 espectadores Árbitra: Finau Vulivuli |

| 9 de agosto de 2014 | Corea del Sur | 1:2 (0:2) | Nigeria              | Estadio de Moncton, Moncton                           |                                                       |
| 17:00               | Kim So Yi 72' | Reporte   | 1' Dike · 36' Ihezuo | Asistencia: 4636 espectadores Árbitra: Margaret Domka | Asistencia: 4636 espectadores Árbitra: Margaret Domka |

| 13 de agosto de 2014 | Nigeria                        | 2:1 (1:1) | Inglaterra | Estadio de la Mancomunidad, Edmonton              |                                                   |
| 18:00                | Ayila 41' · Oshoala 59' (pen.) | Reporte   | 5' Parris  | Asistencia: 7301 espectadores Árbitra: Qing Liang | Asistencia: 7301 espectadores Árbitra: Qing Liang |

| 13 de agosto de 2014 | Corea del Sur                            | 2:1 (1:0) | México        | Estadio Nacional, Toronto                              |                                                        |
| 20:00                | Lee Geum Min 43' · Lee So Dam 65' (pen.) | Reporte   | 74' Samarzich | Asistencia: 6914 espectadores Árbitra: Kateryna Monzul | Asistencia: 6914 espectadores Árbitra: Kateryna Monzul |

### Grupo D
| Equipo        | Pts | PJ | PG | PE | PP | GF | GC | Dif |
| ------------- | --- | -- | -- | -- | -- | -- | -- | --- |
| Francia       | 9   | 3  | 3  | 0  | 0  | 12 | 1  | 11  |
| Nueva Zelanda | 6   | 3  | 2  | 0  | 1  | 5  | 4  | 1   |
| Paraguay      | 3   | 3  | 1  | 0  | 2  | 2  | 6  | -4  |
| Costa Rica    | 0   | 3  | 0  | 0  | 3  | 2  | 10 | -8  |

| 6 de agosto de 2014 | Francia                                                                  | 5:1 (4:0) | Costa Rica    | Estadio Olímpico, Montréal                       |                                                  |
| 17:00               | Lavogez 7' (pen.) 38' · Robert 18' · F. Villalobos 22' (a.g.) · Sarr 53' | Reporte   | 90+1' Herrera | Asistencia: 4812 espectadores Árbitra: Qin Liang | Asistencia: 4812 espectadores Árbitra: Qin Liang |

| 6 de agosto de 2014 | Nueva Zelanda             | 2:0 (2:0) | Paraguay | Estadio Olímpico, Montréal                             |                                                        |
| 20:00               | Rolston 40' · Skilton 43' | Reporte   |          | Asistencia: 4812 espectadores Árbitra: Kateryna Monzul | Asistencia: 4812 espectadores Árbitra: Kateryna Monzul |

| 9 de agosto de 2014 | Nueva Zelanda | 0:4 (0:1) | Francia                                    | Estadio Olímpico, Montréal                           |                                                      |
| 17:00               |               | Reporte   | 22' Diani · 57' Lavogez · 80' 82' Le Bihan | Asistencia: 6844 espectadores Árbitra: Therese Sagno | Asistencia: 6844 espectadores Árbitra: Therese Sagno |

| 9 de agosto de 2014 | Paraguay                    | 2:1 (1:1) | Costa Rica  | Estadio Olímpico, Montréal                               |                                                          |
| 20:00               | Romero 4' · Mora 88' (pen.) | Reporte   | 28' Montero | Asistencia: 6844 espectadores Árbitra: Bibiana Steinhaus | Asistencia: 6844 espectadores Árbitra: Bibiana Steinhaus |

| 13 de agosto de 2014 | Costa Rica | 0:3 (0:1) | Nueva Zelanda                         | Estadio Nacional, Toronto                              |                                                        |
| 17:00                |            | Reporte   | 23' Skilton · 69' Lee · 90+5' O'Brien | Asistencia: 6914 espectadores Árbitra: Kirsi Heikkinen | Asistencia: 6914 espectadores Árbitra: Kirsi Heikkinen |

| 13 de agosto de 2014 | Paraguay | 0:3 (0:2) | Francia                            | Estadio de la Mancomunidad, Edmonton                  |                                                       |
| 15:00                |          | Reporte   | 5' (pen.), 7' Robert · 77' Tarrieu | Asistencia: 7301 espectadores Árbitra: Margaret Domka | Asistencia: 7301 espectadores Árbitra: Margaret Domka |

## Segunda fase
|  | Cuartos de final       | Cuartos de final       |                        |         | Semifinales     | Semifinales  |  |  | Final                  | Final |
|  |                        |                        |                        |         |                 |              |  |  |                        |       |
|  | Toronto, 16 de agosto  |                        |                        |         |                 |              |  |  |                        |       |
|  |                        |                        |                        |         |                 |              |  |  |                        |       |
|  | Corea del Norte (p)    | 1 (3)                  |                        |         |                 |              |  |  |                        |       |
|  | Corea del Norte (p)    | 1 (3)                  | Moncton, 20 de agosto  |         |                 |              |  |  |                        |       |
|  | Estados Unidos         | 1 (1)                  |                        |         |                 |              |  |  |                        |       |
|  | Estados Unidos         | 1 (1)                  | Corea del Norte        | 2       |                 |              |  |  |                        |       |
|  | Moncton, 17 de agosto  |                        | Corea del Norte        | 2       |                 |              |  |  |                        |       |
|  |                        | Nigeria                | 6                      |         |                 |              |  |  |                        |       |
|  | Nigeria                | Nigeria                | 6                      | 4       |                 |              |  |  |                        |       |
|  | Nigeria                |                        | Montreal, 24 de agosto | 4       |                 |              |  |  |                        |       |
|  | Nueva Zelanda          | 1                      |                        |         |                 |              |  |  |                        |       |
|  | Nueva Zelanda          | 1                      | Nigeria                | 0       |                 |              |  |  |                        |       |
|  | Edmonton, 16 de agosto |                        | Nigeria                | 0       |                 |              |  |  |                        |       |
|  |                        | Alemania (t.s.)        | 1                      |         |                 |              |  |  |                        |       |
|  | Alemania               | Alemania (t.s.)        | 1                      | 2       |                 |              |  |  |                        |       |
|  | Alemania               | Montreal, 20 de agosto |                        | 2       |                 |              |  |  |                        |       |
|  | Canadá                 | 0                      |                        |         |                 |              |  |  |                        |       |
|  | Canadá                 | 0                      | Alemania               | 2       | Tercer lugar    | Tercer lugar |  |  |                        |       |
|  | Montreal, 17 de agosto |                        | Alemania               | 2       |                 |              |  |  |                        |       |
|  |                        | Francia                | 1                      |         |                 |              |  |  |                        |       |
|  | Francia (p)            | Francia                | 1                      | 0 (4)   | Corea del Norte | 2            |  |  |                        |       |
|  | Francia (p)            |                        |                        | 0 (4)   | Corea del Norte | 2            |  |  |                        |       |
|  | Corea del Sur          | 0 (3)                  |                        | Francia | 3               |              |  |  |                        |       |
|  | Corea del Sur          | 0 (3)                  |                        |         | 3               |              |  |  |                        |       |
|  |                        |                        |                        |         |                 |              |  |  | Montreal, 24 de agosto |       |
|  |                        |                        |                        |         |                 |              |  |  |                        |       |

### Cuartos de final
| 16 de agosto de 2014 | Corea del Norte                                          | 1:1 (1:1, 0:1) (t. s.)(3:1 p.) | Estados Unidos                   | Estadio Nacional, Toronto                                |                                                          |
| 17:00                | Jon So Yon 54' (pen.)                                    | Reporte                        | 6' Doniak                        | Asistencia: 7854 espectadores Árbitra: Bibiana Steinhaus | Asistencia: 7854 espectadores Árbitra: Bibiana Steinhaus |
|                      |                                                          | Tiros desde el punto penal     |                                  |                                                          |                                                          |
|                      | Jon So Yon · Choe Yun Gyong · Ri Kyong Hyang · Rim Se Ok |                                | Jordan · Horan · Lavelle · Amack |                                                          |                                                          |

| 16 de agosto de 2014 | Alemania               | 2:0 (1:0) | Canadá | Estadio de la Mancomunidad, Edmonton                     |                                                          |
| 18:00                | Bremer 24' · Knaak 82' | Reporte   |        | Asistencia: 22 421 espectadores Árbitra: Salome Di Iorio | Asistencia: 22 421 espectadores Árbitra: Salome Di Iorio |

| 17 de agosto de 2014 | Nigeria                         | 4:1 (2:0) | Nueva Zelanda | Estadio de Moncton, Moncton                              |                                                          |
| 17:00                | Oshoala 1' 12' · Sunday 84' 90' | Reporte   | 89' Rolston   | Asistencia: 3588 espectadores Árbitra: Sachiko Yamagishi | Asistencia: 3588 espectadores Árbitra: Sachiko Yamagishi |

| 17 de agosto de 2014 | Francia                                             | 0:0 (t. s.)(4:3 p.)        | Corea del Sur                                                          | Estadio Olímpico, Montréal                                |                                                           |
| 19:00                |                                                     | Reporte                    |                                                                        | Asistencia: 4954 espectadores Árbitra: Quetzalli Alvarado | Asistencia: 4954 espectadores Árbitra: Quetzalli Alvarado |
|                      |                                                     | Tiros desde el punto penal |                                                                        |                                                           |                                                           |
|                      | Toletti · Dafeur · Mbock Bathy · Perisset · Lavogez |                            | Jang Sel Gi · Oh Yeon Hee · Kim Hye Yeong · Namgung Ye Ji · Lee Su Bin |                                                           |                                                           |

### Semifinal
| 20 de agosto de 2014 | Corea del Norte                       | 2:6 (1:2) | Nigeria                                        | Estadio de Moncton, Moncton                           |                                                       |
| 17:00                | Ri Un Sim 31' · Jon So Yon 62' (pen.) | Reporte   | 2' Dike · 24' 60' 64' 85' Oshoala · 55' Sunday | Asistencia: 4871 espectadores Árbitra: Margaret Domka | Asistencia: 4871 espectadores Árbitra: Margaret Domka |

| 20 de agosto de 2014 | Alemania                   | 2:1 (1:1) | Francia         | Estadio Olímpico, Montréal                             |                                                        |
| 19:00                | Bremer 12' · Petermann 81' | Reporte   | 45' Mbock Bathy | Asistencia: 6634 espectadores Árbitra: Katalin Kulcsar | Asistencia: 6634 espectadores Árbitra: Katalin Kulcsar |

### Tercer lugar
| 24 de agosto de 2014 | Corea del Norte                  | 2:3 (0:0) | Francia                                 | Estadio Olímpico, Montréal                                 |                                                            |
| 16:00                | Ri Un Yong 48' · Choe Un Hwa 68' | Reporte   | 53' Lavogez · 66' Diallo · 79' Tounkara | Asistencia: 15 822 espectadores Árbitra: Sachiko Yamagishi | Asistencia: 15 822 espectadores Árbitra: Sachiko Yamagishi |

### Final
| 24 de agosto de 2014 | Nigeria | 0:1 (0:0, 0:0) (t. s.) | Alemania      | Estadio Olímpico, Montréal                                  |                                                             |
| 19:00                |         | Reporte                | 98' Petermann | Asistencia: 15 822 espectadores Árbitra: Carol Anne Chenard | Asistencia: 15 822 espectadores Árbitra: Carol Anne Chenard |

|                              |
| Bandera de Alemania          |
| Campeón Alemania 3.er título |

## Estadísticas

### Tabla general
A continuación se muestra la tabla de posiciones.
| Pos. | Equipo          | Pts | PJ | PG | PE | PP | GF | GC | Dif. | Rend.  |
| ---- | --------------- | --- | -- | -- | -- | -- | -- | -- | ---- | ------ |
| 1    | Alemania        | 16  | 6  | 5  | 1  | 0  | 17 | 7  | 10   | 88,88% |
| 2    | Nigeria         | 13  | 6  | 4  | 1  | 1  | 15 | 7  | 8    | 72,22% |
| 3    | Francia         | 13  | 6  | 4  | 1  | 1  | 16 | 5  | 11   | 72,22% |
| 4    | Corea del Norte | 7   | 6  | 2  | 1  | 3  | 10 | 12 | -2   | 38,88% |
| 5    | Estados Unidos  | 7   | 4  | 2  | 1  | 1  | 5  | 3  | 2    | 58,33% |
| 6    | Canadá          | 6   | 4  | 2  | 0  | 2  | 4  | 5  | -1   | 50%    |
| 7    | Nueva Zelanda   | 6   | 4  | 2  | 0  | 2  | 6  | 8  | -2   | 50%    |
| 8    | Corea del Sur   | 5   | 4  | 1  | 2  | 1  | 3  | 3  | 0    | 41,66% |
| 9    | Ghana           | 6   | 3  | 2  | 0  | 1  | 3  | 4  | -1   | 66,66% |
| 10   | Paraguay        | 3   | 3  | 1  | 0  | 2  | 2  | 6  | -4   | 33,33% |
| 11   | Inglaterra      | 2   | 3  | 0  | 2  | 1  | 3  | 4  | -1   | 22,22% |
| 11   | México          | 2   | 3  | 0  | 2  | 1  | 3  | 4  | -1   | 22,22% |
| 13   | China           | 2   | 3  | 0  | 2  | 1  | 6  | 9  | -3   | 22,22% |
| 14   | Brasil          | 1   | 3  | 0  | 1  | 2  | 2  | 7  | -5   | 11,11% |
| 15   | Finlandia       | 0   | 3  | 0  | 0  | 3  | 4  | 7  | -3   | 00%    |
| 16   | Costa Rica      | 0   | 3  | 0  | 0  | 3  | 2  | 10 | -8   | 00%    |

## Premios

### Bota de oro
| Jugador        | Selección | Goles |      | Asistencia |
| -------------- | --------- | ----- | ---- | ---------- |
| Asisat Oshoala | Nigeria   | 7     | 570' | 2          |
| Pauline Bremer | Alemania  | 5     | 570' | 6          |
| Sara Däbritz   | Alemania  | 5     | 537' | 2          |
| Claire Lavogez | Francia   | 4     | 441' | 5          |

### Balón de oro
| Jugador             | Selección |
| ------------------- | --------- |
| Asisat Oshoala      | Nigeria   |
| Griedge Mbock Bathy | Francia   |
| Claire Lavogez      | Francia   |

### Guante de Oro
|               | Premio        | Jugadora     | Selección |
| ------------- | ------------- | ------------ | --------- |
| Guante de Oro | Guante de Oro | Meike Kämper | Alemania  |

### Juego limpio
| Premio                            | Selección |
| Premio al Juego Limpio de la FIFA | Canadá    |
| --------------------------------- | --------- |

### Gol del torneo
| Jugador             | Selección       | Rival           | Resultado Final |
| ------------------- | --------------- | --------------- | --------------- |
| Sini Laaksonen      | Finlandia       | Corea del Norte | 1:2             |
| Claire Lavogez      | Francia         | Costa Rica      | 5:1             |
| Choe Yung-Gyong     | Corea del Norte | Finlandia       | 2:1             |
| Theresa Panfil      | Alemania        | Estados Unidos  | 2:0             |
| Osarenova Igbinovia | Nigeria         | México          | 1:1             |
| Beth Mead           | Inglaterra      | México          | 1:1             |
| Pauline Bremer      | Alemania        | Brasil          | 5:1             |
| Loveth Ayila        | Nigeria         | Inglaterra      | 2:1             |
| Asisat Oshoala      | Nigeria         | Corea del Norte | 6:2             |
| Aminata Diallo      | Francia         | Corea del Norte | 3:2             |

## Árbitrarencias
1. 1 2  CBC (1 de marzo de 2011). «Canada is lone bidder for 2015 Women's World Cup» (en inglés). Consultado el 13 de agosto de 2014.
2. ↑  «List of FIFA women árbitrarees and assistant árbitrarees, FIFA U-20 Women's World Cup Canada 2014» (en inglés). FIFA.com. Archivado desde el original el 14 de mayo de 2014. Consultado el 9 de agosto de 2014.
3. ↑  «Calendar». FIFA.com. Archivado desde el original el 24 de abril de 2013. Consultado el 2 de marzo de 2014.
4. ↑  «Twitter @FIFAWWC».
5. ↑  «Twitter @FIFAWWC».
6. ↑  «Twitter @FIFAWWC».